# Naomi Girma
Naomi Girma   (San José, 14 de juny de 2000) és una jugadora de futbol estatunidenca d'ascendència etíop que juga com a defensa central al Chelsea FC i a la selecció dels Estats Units.

## Trajectòria
Girma va jugar a la lliga de futbol universitari amb l'Stanford Cardinal, equip que va capitanejar fins al triomf el 2019 al campionat de la Divisió I de la NCAA. Tot seguit, San Diego Wave FC la va seleccionar com a primera opció al draft de la National Women's Soccer League (NSWL) de 2022. Amb el San Diego Wave FC,va guanyar el premi de la NWSL a la millor rookie de l'any, va ser nomenada NWSL Defender of the Year en les dues primeres temporades, i va guanyar el NWSL Shield el 2023. El 2025, amb 24 anys, va signar amb el Chelsea per 1,1 milions de dòlars de traspàs, el fitxatge més car fins aleshores del futbol femení.
Girma va jugar amb la selecció dels Estats Units a les categories sub-17, sub-19 i sub-20 abans de fer el salt a la selecció absoluta el 2022. Va ser nomenada millor jugadora de futbol dels EUA el 2023 i va guanyar la medalla l'or amb la selecció dels Estats Units als Jocs Olímpics de París de 2024, jugant tots els minuts del campionat.
Girma és considerada una de les millors centrals del món i és coneguda per la seva intel·ligència i lideratge. S'anticipa al joc i es posiciona bé per a frustrar les atacants i pot utilitzar la seva velocitat per a vèncer les oponents en l'un contra un. El 2024, l'entrenadora de la selecció estatunidenca, Emma Hayes, va afirmar que Girma era «la millor defensa que he vist mai».